# جام حذفی فوتبال جمهوری چک
 جام حذفی فوتبال جمهوری چک (به چکی: Ondrášovka Cup) مسابقاتی است که به صورت حذفی در کشور جمهوری چک از سال ۱۹۹۳ تاکنون برگزار می‌شود. این جام از ۱۲۳ تیم که از سراسر کشور جمهوری چک در آن شرکت می‌کنند برگزار می‌شود.
باشگاه فوتبال اسپارتا پراگ با ۵ قهرمانی پرافتخارترین تیم این سری مسابقات به حساب می‌آید.

## پرافتخارترین باشگاه‌ها
| باشگاه          | قهرمانی | نایب قهرمانی | سال‌های قهرمانی               |
| --------------- | ------- | ------------ | ---------------------------- |
| اسپارتا پراگ    | ۵       | ۴            | 199۶, ۲۰۰۴, ۲۰۰۶, ۲۰۰۷, ۲۰۰۸ |
| اسلاویا پراگ    | ۳       | ۰            | 199۷, ۱۹۹۹, 200۲             |
| ویکتوریا ژیژکوف | ۲       | ۱            | ۱۹۹۴, 200۱                   |
| تپلیس           | ۲       | ۰            | ۲۰۰۳, 200۹                   |